# Diabolo (igrača)
Diabolo (nekdaj znan tudi kot hudič na dveh palčkah) je pripomoček za žongliranje, sestavljen iz navitka in vrvice, ki je na vsaki strani pripeta na palčko. S palčkami, vrvico in različnimi deli telesa lahko izvajamo veliko različnih trikov.
Diaboli so iz različni materialov in so tudi različnih oblik. Težji diaboli se vrtijo z večjo silo in tako ostanejo dlje v gibanju, medtem ko lahko manjše ter lažje vržemo višje in lažje pospešijo do večje hitrosti. Gumijasti diaboli so sicer manj nagnjeni k zlomu, vendar pa se prej deformirajo. Običajno se uporabljajo plastičnogumijasti diaboli, ki dovoljujejo upogibanje in obenem obdržijo obliko. Obstajajo tudi enostranski diaboli, vendar jih je težje uporabljati.